# Andrea Kuhne
Andrea Kuhne (* 1993 in Bocholt) ist eine deutsche Judoka. Sie war 2019 Europameisterin im ID-Judo und repräsentierte Deutschland bei den Special Olympics World Summer Games 2023 in Berlin, wo sie eine Goldmedaille gewann.

## Leben
Andrea Kuhne lebt in Frechen, wo sie im Zentrum für Arbeit durch Bildung und Sport (ZABS) parallel als Berufssportlerin trainiert und sich auch für ihre berufliche Zukunft nach der Zeit als Sportlerin orientiert. Nach eigenen Angaben arbeitete sie 2023 als Berufssportlerin. Damit ist sie eine von nur sechs deutschen Judokas, die ihr Hobby zum Beruf gemacht haben.
Kuhne ist mit dem Judoka Timo Karmasch verlobt (Stand: Sommer 2023).

## Karriere
Kuhne gehört dem Judo-Verein 1. Budokan Hünxe in Hünxe-Bucholtwelmen an und wurde jahrelang von Gabriele Gramsch im ID-Judo trainiert. 2023 trainierte sie unter dem Dach der Goldkrämer-Stiftung in Frechen bei dem Trainer Henning Schäfer. Kuhnes Vorbild ist Judoka Karl-Richard Frey.
Bei den internationalen ID-Judo-Meisterschaften 2019 in Bocholt konnte Kuhne in der Wettkampfklasse 1 in der Kategorie über 78 kg den zweiten Platz belegen. Im selben Jahr verteidigte sie bei den Europameisterschaften im ID-Judo 2019 in Köln ihren Titel, indem sie in der Wettkampfkategorie 1, Frauen über 78 kg, den ersten Platz einnahm. Für die Special Olympics World Summer Games 2019 in Abu Dhabi war sie als Ersatzathletin nominiert, kam allerdings nicht zum Einsatz.
Sie ist seit April 2022, nachdem sie die dritte Teilprüfung zum 1. Dan bestand, die erste Frau im ID-Judo ihres Vereins, die einen Schwarzgurt hat.
Im Mai 2022 gewann Kuhne die Landesmeisterschaften in der Kategorie Wettkampfklasse 1 über 70 kg und konnte dann bei den Special Olympics Deutschland Sommerspiele 2022 in Berlin in der Wettkampfklasse 1 Gold gewinnen. Somit qualifizierte sie sich für die Special Olympics World Summer Games 2023 in Berlin und ist ein Mitglied der aus acht Judokas bestehenden ID-Judo-Mannschaft Deutschlands. Ende 2022 wurde sie als Ranglisten Erste im Land Nordrhein-Westfalen in der Wettkampfklasse 1 geehrt. Sie wurde im Mai 2023 bei den Internationalen Deutschen Meisterschaften im ID-Judo in der Wettkampfklasse 1, Frauen über 78 kg, Erste. Bei den Special Olympics World Games 2023 gewann sie in der Wettkampfklasse 1 (F33a) die Goldmedaille.
Kuhne ist außerdem Mitglied des Athletenrats Special Olympics Nordrhein-Westfalen, der die Stimmen der Athletinnen und Athleten von Special Olympics vertritt (Stand 2023).